# Vladimir Bessonov
Vladimir Vasilyevich Bessonov ou Volodymyr Vasylyovych Bezsonov - respectivamente, em russo, Владимир Васильевич Бессонов e, em ucraniano, Володимир Васильович Безсонов (Kharkiv, 5 de março de 1958) é um ex-futebolista e treinador de futebol ucraniano, medalhista olímpico em 1980.

## Carreira

### Início
Após debutar aos 17 anos no Metalist Kharkiv, chegou em 1976 ao Dínamo de Kiev recém-campeão da Recopa Europeia e tendo feito de Oleh Blokhin o vencedor da Bola de Ouro da France Football. Presenciando essa experiência, o jovem Bezsonov lideraria a Seleção Soviética na conquista do primeiro Campeonato Mundial Sub-20 realizado, sediado na Tunísia em 1977. Sua visão de jogo seria premiada com o troféu individual de melhor jogador da competição.
Ainda em 1977, faturaria seu segundo campeonato soviético pelo Dínamo. Novos viriam em 1980 (mesmo ano em que conquistou um bronze pela seleção nas Olimpíadas de Moscou) e 1981. Sendo o Dínamo de Kiev a principal base da seleção da URSS na época, Bezsonov e vários colegas integraram a equipe que foi para a Copa do Mundo de 1982, quando a seleção voltou a disputar uma Copa, após 12 anos de ausência.

### Pela Seleção Soviética principal
A boa campanha encerraria-se na segunda fase, disputada em grupos, com eliminação por ter saldo de gols inferior à Polônia. O único revés havia ocorrido na primeira fase, no jogo contra o Brasil, que foi marcado pelos equívocos da arbitragem, por uma falha incrível de Valdir Peres no gol soviético (marcado por Andriy Bal'), pelos belos gols da virada brasileira e pela grande atuação do goleiro Rinat Dasayev.
Um mais maduro Bezsonov conquistaria novos títulos soviéticos pelo Dínamo em 1985 e 1986, mesmo ano em que o clube faturou sua segunda Recopa Europeia e em que, mais uma vez, serviria de base para a equipe nacional para uma Copa do Mundo, dessa vez a do México. A equipe seria eliminada novamente na segunda fase, em um dos jogos mais emocionantes do torneio, quando foram derrotados por 4 x 3 pela Bélgica.
Já veterano, seria eleito o jogador ucraniano do ano de 1989, tendo, pela URSS, jogado a Eurocopa do ano anterior e pela frente a Copa do Mundo de 1990, ano em que, após 15 anos de Dínamo, conquistou um último título soviético e transferiu-se para outro clube, o israelense Maccabi Haifa, pelo qual encerrou a carreira, no ano seguinte.

### Como treinador
Em 1993, com a sua Ucrânia natal já independente, iniciou carreira de técnico, no Arsenal Kiev (então CSKA Kiev), e depois de comandar o Kharkiv, o outro clube de sua cidade, assumiu em 2008 o Dnipro Dnipropetrovs'k (onde substituiu seu ex-colega de Dínamo e Seleção Oleh Protasov). Chegou a treinar a Seleção do Turcomenistão, em 2002 e 2003.

## Vida pessoal
Sua filha, Hanna Bezsonova, é atleta de ginástica rítmica, tendo conquistado um bronze olímpico (assim como ele) nos Jogos de 2004.